# 中铁电气化局
中国中铁电气化局集团有限公司，简称中铁电气化局，是一间注册地位于北京、业务包括工程建设、勘察设计等领域的企业集团，隶属于中国铁路工程集团的上市公司中國中鐵:221。业务性质为铁路、公路、市政。2017年，公司总资产348.82亿元，净资产54.68亿元，净利润10.25亿元。
1974年1月，交通部第四铁路工程局电气化工程处调出与交通部电务工程总队、交通部第三铁路设计院电气化设计处合并，组建交通部铁路电气化工程局，机关设址北京市。